# 1785 en littérature
| Années de la littérature : 1782 - 1783 - 1784 - 1785 - 1786 - 1787 - 1788    |
| Décennies de la littérature : 1750 - 1760 - 1770 - 1780 - 1790 - 1800 - 1810 |

Cet article présente les faits marquants de l'année 1785 en littérature.

## Événements
- 1er janvier : premier numéro du journal London Daily Universal Register fondé par John Walter ; il prend le nom de The Times le 1er janvier 1788[1].
- Mai : Thomas Warton devient poète lauréat du Royaume-Uni[2].
- 22 octobre : le Marquis de Sade met au net en trente-sept jours à la Bastille le manuscrit des Cent Vingt Journées de Sodome (publié en 1904)[3].
- 15 novembre : premier numéro du Cabinet des modes ou les Modes nouvelles, journal qui parait jusqu’au 1er novembre 1786 puis à partir du 20 novembre 1786, sous le titre Le Magasin des modes nouvelles françaises et anglaises, jusqu’au 21 décembre 1789[4].

- 1785-1787 : André Chénier compose ses Bucoliques et ses Élégies[5].

## Parutions
- 10 mai : publication anonyme à Paris de Notes on the State of Virginia de Thomas Jefferson chez Philippe Denis Pierres[6].

- James Boswell, The Journal of a Tour to the Hebrides : with Samuel Johnson, LL.D., London, Printed by Henry Baldwin, for Charles Dilly, 1785 (présentation en ligne), (« Voyage dans les îles Hébrides »).
- Nicolas de Condorcet, Essai sur l’application de l’analyse à la probabilité des décisions rendues à la pluralité des voix, Paris, Imprimerie royale, 1785 (présentation en ligne).
- Emmanuel Kant, Grundlegung zur Metaphysik der Sitten, Riga, Johann Friedrich Hartknoch, 1785 (présentation en ligne) (« Fondation de la métaphysique des mœurs »).

- Condorcet publie la correspondance de d’Alembert avec Voltaire dans les volumes 89 et 90 de la grande édition des Œuvres complètes de Voltaire, vol. 89, Société littéraire typographique de Kehl, 1785 (présentation en ligne).

## Fictions
- Isabelle de Charrière, Lettres écrites de Lausanne, Toulouse [ Genève], J.-P. Bonnant, 1785 (présentation en ligne), roman épistolaire.

- Rudolf Erich Raspe, Baron Münchhausen's narrative of his marvellous travels and campaigns in Russia, London, 1785 (présentation en ligne) (« Les Aventures du baron de Münchhausen »).

## Naissances
- 4 janvier : Jacob Grimm, philologue et écrivain allemand († 20 septembre 1863).
- 4 avril : Bettina von Arnim, écrivaine allemande († 20 janvier 1859).

## Décès
- 31 août : Pietro Chiari, 72 ans, dramaturge, romancier et librettiste italien. (° 25 décembre 1712).